# Bundesstraße 241
De Bundesstraße 241 (ook wel B241) is een bundesstraße in de Duitse deelstaten Noordrijn-Westfalen en Nedersaksen.
De B241 begint in Hohenwepel, verder via de steden Beverungen, Uslar, Northeim, Osterode am Harz, Clausthal-Zellerfeld en Goslar, om te eindigen in Vienenburg. De B241 is ongeveer 156 km lang.

## Routebeschrijving
Noordrijn-Westfalen
De B241 begint in Warburg-Hohenwepel op een kruising met de B252. De B241 loopt door Borgentreich,  Dalhausen, Beverungen waar men zowel de B83 als de Wezer kruist. Midden op de brug over de Wezer ligt de deelstaatgrens met Nedersaksen.
Nedersaksen
De B241 loopt verder door Lauenförde, Amelith, Uslar, Hardegsen, waar B446 aansluit, Lutterhausen en Moringen waarna ze bij de afrit Northeim-West de A7 kruist. De B241 loopt door Northeim waar ze de B3 kruist en de B248 aansluit Katlenburg waar ze de B247 kruist en door Dorste, daarna sluit de weg bij afrit Osterode am Harz-Mitte aan op de B243. 
vervanging
De B241 is tussen afrit Osterode am Harz-Mitte en afrit Osterode am Harz-Süd vervangen door de B243
voortzetting
De B241 begint weer op afrit Osterode am Harz-Süd en loopt door Osterode waar ze de B498 kruist.  De B241 loopt door  Clausthal-Zellerfeld waar ze samenloopt met de B242. Dan bereikt de B241 de stad Goslar waar zij samenloopt met de B82 en sluit zij bij afrit Goslar-Immenröder Straße aan op de B6. 
vervanging
Tussen afrit Goslat-Immenröder Straße en afrit Sudmerberg-Nord is de B241 vervangen door de B6. 
voortzetting
De B241 begint weer op afrit Sudmerberg-Nord, loopt nog door de stad Vienenburg en sluit bij de afrit Vienenburg aan op de A36.
B1 · B3 · B7 · B8 · B9 · B10 · B26 · B27 · B35 · B37 · B38 · B39 · B40 · B41 · B42 · B43 · B43a · B44 · B45 · B47 · B48 · B49 · B50 · B51 · B52 · B53 · B54 · B55 · B55a · B56 · B56n · B57 · B58 · B59 · B61 · B62 · B63 · B64 · B65 · B66 · B66n · B67 · B68 · B70 · B80 · B83 · B84 · B219 · B220 · B221 · B223 · B224 · B225 · B226 · B227 · B228 · B229 · B230 · B231 · B233 · B234 · B235 · B236 · B237 · B238 · B239 · B241 · B249 · B250 · B251 · B252 · B253 · B254 · B255 · B256 · B257 · B258 · B259 · B260 · B261 · B262 · B263 · B264 · B265 · B266 · B267 · B268 · B269 · B270 · B271 · B272 · B274 · B275 · B277a · B278 · B279 · B284 · B288 · B323 · B324 · B326 · B327 · B399 · B400 · B403 · B405 · B406 · B407 · B409 · B410 · B411 · B412 · B413 · B414 · B416 · B417 · B418 · B419 · B420 · B421 · B422 · B423 · B424 · B426 · B427 · B428 · B429 · B448 · B449 · B450 · B451 · B452 · B453 · B454 · B455 · B456 · B457 · B458 · B459 · B460 · B469 · B473 · B474 · B475 · B476 · B477 · B478 · B479 · B480 · B481 · B482 · B483 · B484 · B485 · B486 · B487 · B488 · B489 · B499 · B504 · B506 · B507 · B508 · B509 · B510 · B511 · B513 · B514 · B515 · B516 · B517 · B519 · B520 · B521 · B525 · B528 · B611
B1 · B3 · B3n · B4 · B5 · B6 · B6n · B27 · B51 · B61 · B64 · B65 · B68 · B69 · B70 · B71 · B72 · B73 · B74 · B74n · B75 · B79 · B80 · B82 · B83 · B188 · B190n · B191 · B195 · B207 · B209 · B210 · B211 · B212 · B213 · B214 · B215 · B216 · B217 · B218 · B238 · B239 · B240 · B241 · B242 · B243 · B243a · B244 · B245a · B247 · B248 · B322 · B401 · B402 · B403 · B404 · B408 · B431 · B433 · B434 · B435 · B436 · B437 · B438 · B439 · B440 · B441 · B442 · B443 · B444 · B445 · B446 · B447 · B461 · B475 · B482 · B490 · B493 · B494 · B495 · B496 · B497 · B524 · B530